# Symplectoscyphus pushi
Symplectoscyphus pushi är en nässeldjursart som först beskrevs av Stepan'yants 1979.  Symplectoscyphus pushi ingår i släktet Symplectoscyphus och familjen Sertulariidae. Inga underarter finns listade i Catalogue of Life.